# Renault M9R e M9T
Le sigle M9R e M9T identificano due motori diesel prodotti a partire dal 2006 dalla collaborazione tra la casa automobilistica francese Renault e la nipponica Nissan.

## Caratteristiche e versioni
Questi due motori nascono fondamentalmente sulla base del 2 litri a benzina della serie MR, rispetto al quale si differenzia strutturalmente per l'utilizzo di un basamento in ghisa anziché in lega di alluminio, in modo da rendere il propulsore più resistente alle sollecitazioni enormi che un motore diesel esercita.

Si tratta inoltre di motori di concezione moderna, poiché utilizzano la tecnologia common rail a iniezione diretta e sono sovralimentati da un turbocompressore dotato di intercooler e nella maggior parte dei casi (ma non tutti) anche di tecnologia a geometria variabile. 
Costruiti entrambi nello stabilimento Renault di Cléon, ma a partire da momenti diversi, i due motori sono caratterizzati da due livelli differenti di cilindrata: il motore M9R è un motore da 2 litri, mentre il motore M9T raggiunge una cubatura di 2.3 litri.

### Versioni da 2 litri

#### Motore M9R o M1D

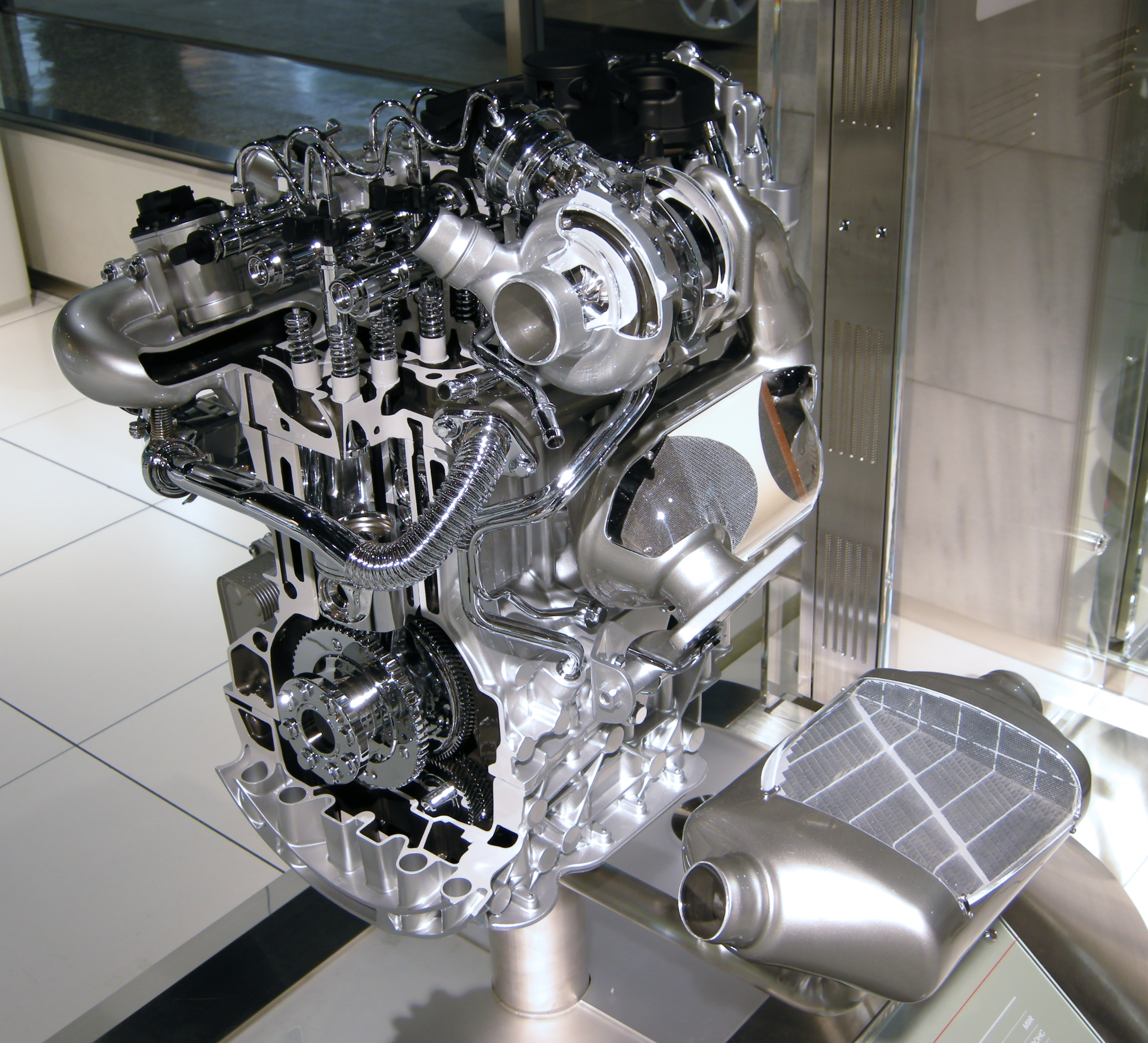
Il motore M9R 2.0 dCi

Queste due sigle, utilizzate rispettivamente da Renault e da Nissan (M1D è il codice utilizzato dall'azienda giapponese), identificano la versione da 2 litri. Si tratta della versione introdotta per prima, quella prodotta a partire dal 2006, ed è la versione che tradisce più chiaramente la parentela con i motori a benzina della serie MR, poiché dal punto di vista dimensionale cambia leggerissimamente la misura della corsa, ridotta di appena di 0.1 mm, e passando così da 90.1 a 90 mm, mentre la misura dell'alesaggio rimane invariata a 84 mm. Anche la cilindrata è quindi appena inferiore, poiché scende da 1997 a 1995 cm³.
Questo propulsore a gasolio è stato proposto in diverse varianti di potenza, quasi tutte quante caratterizzate da un rapporto di compressione pari a 16:1, a parte alcune eccezioni, il cui rapporto di compressione è di 15.1:1.
Nel 2018 il 2 litri M9R viene rivisitato in profondità per ottemperare alle sempre più stringenti normative antinquinamento: cambiano innanzitutto le misure caratteristiche, che da 84x90 mm passano a 85x88 mm, con una cilindrata che invece cambia in misura trascurabile, da 1995 a 1997 cm3. Un'altra novità di rilievo introdotta con tale aggiornamento è stata la tecnologia BluedCi, che prevede l'installazione di un piccolo serbatoio di adBlue, un additivo chimico che viene iniettato a monte del catalizzatore e che, combinandosi coni gas di scarico, provoca una reazione chimica all'interno del catalizzatore stesso, reazione che tramuta gran parte degli ossidi di azoto in azoto e vapore acqueo. Tale motore debutta in due livelli di potenza, 160 e 200 CV, sotto il cofano della Renault Talisman II 2.0 BluedCi, prodotta a partire dal dicembre 2018.

#### Riepilogo caratteristiche e applicazioni

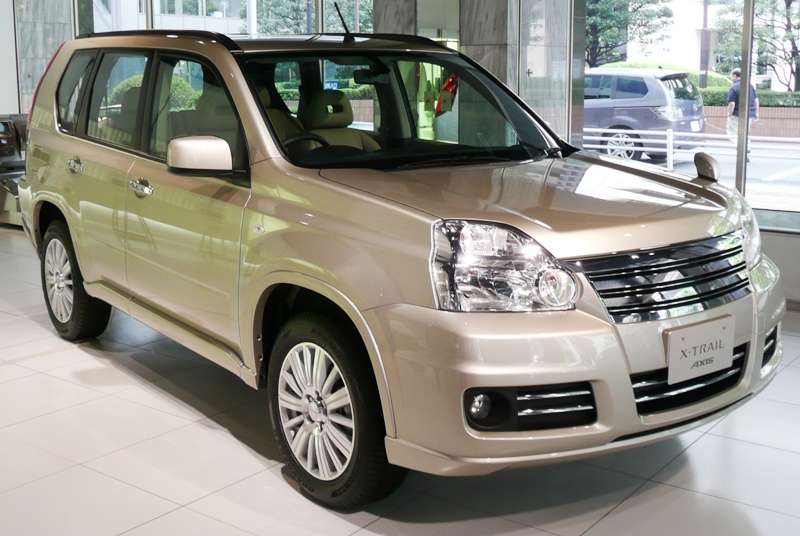
Il Nissan X-Trail seconda serie annovera nella sua gamma anche un 2 litri dCi da 175 CV

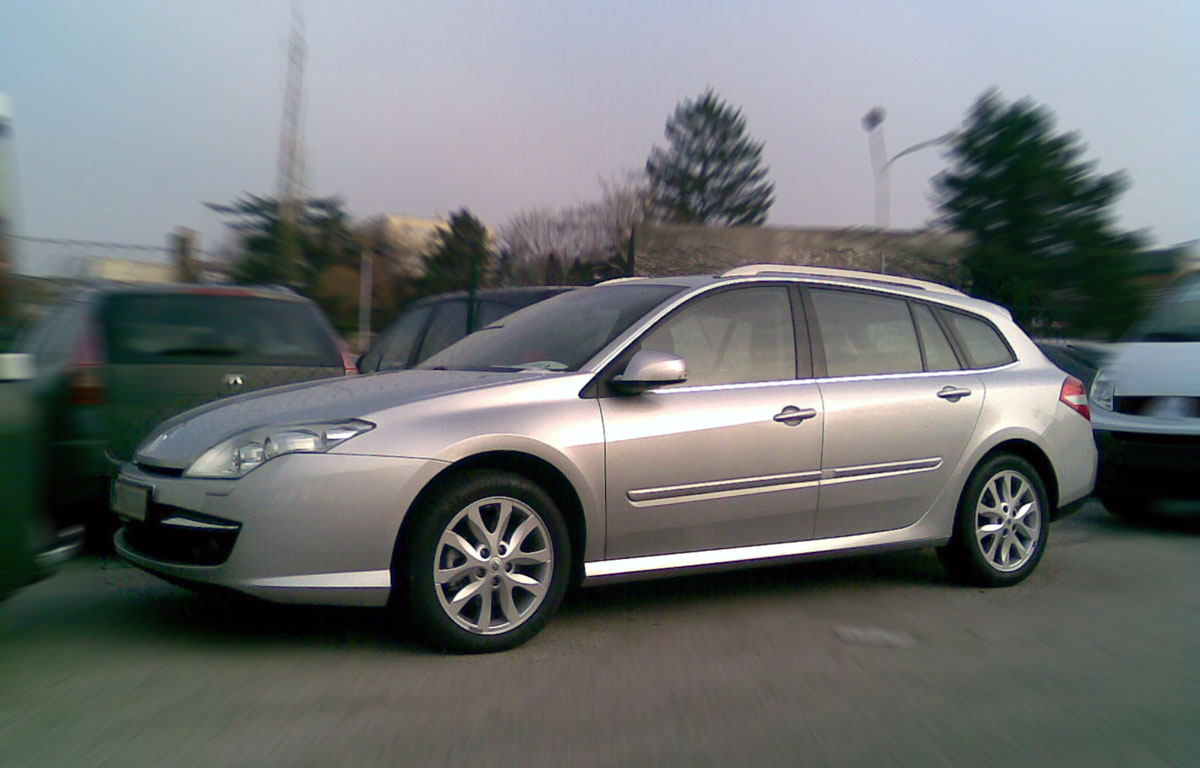

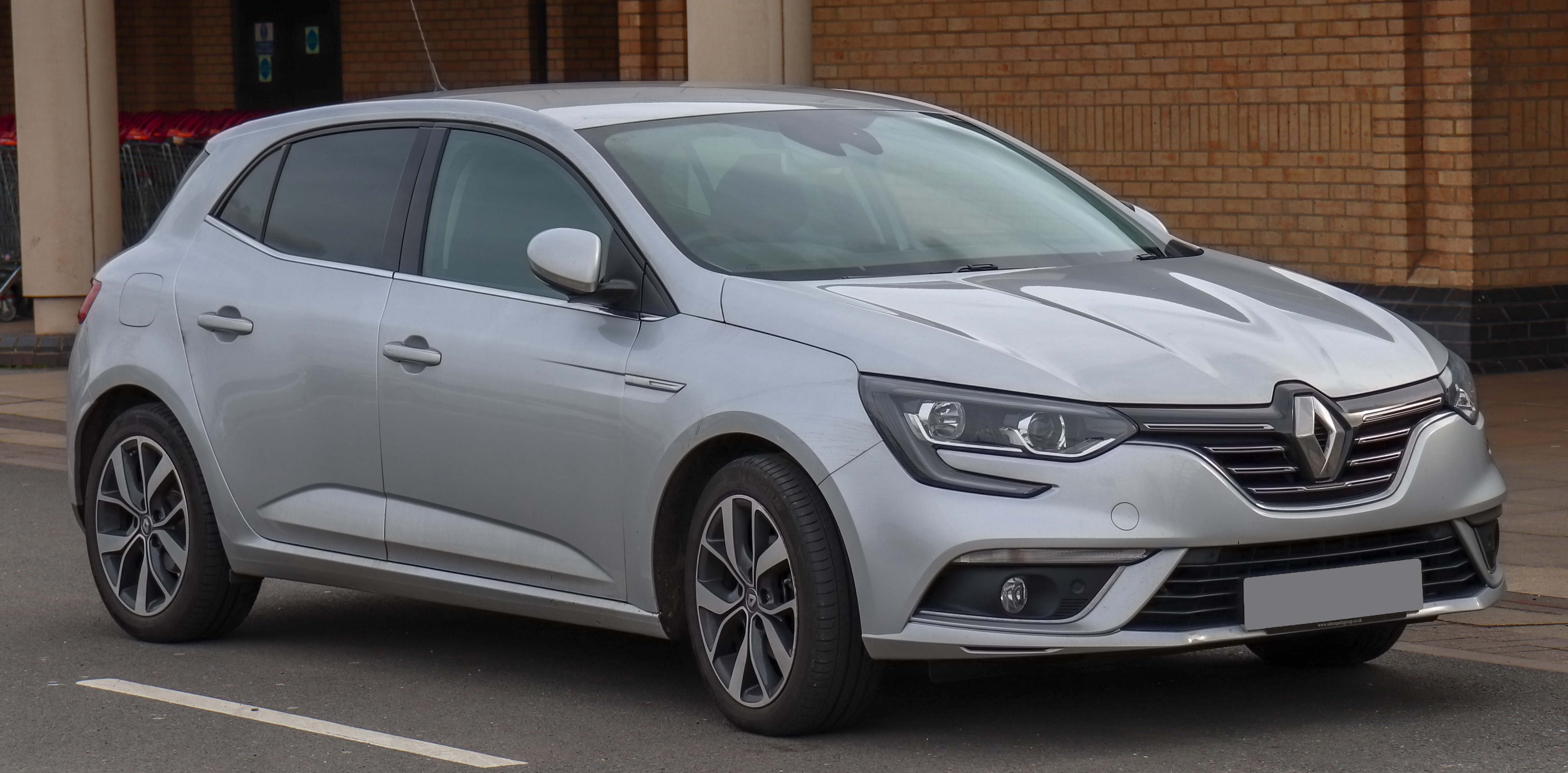

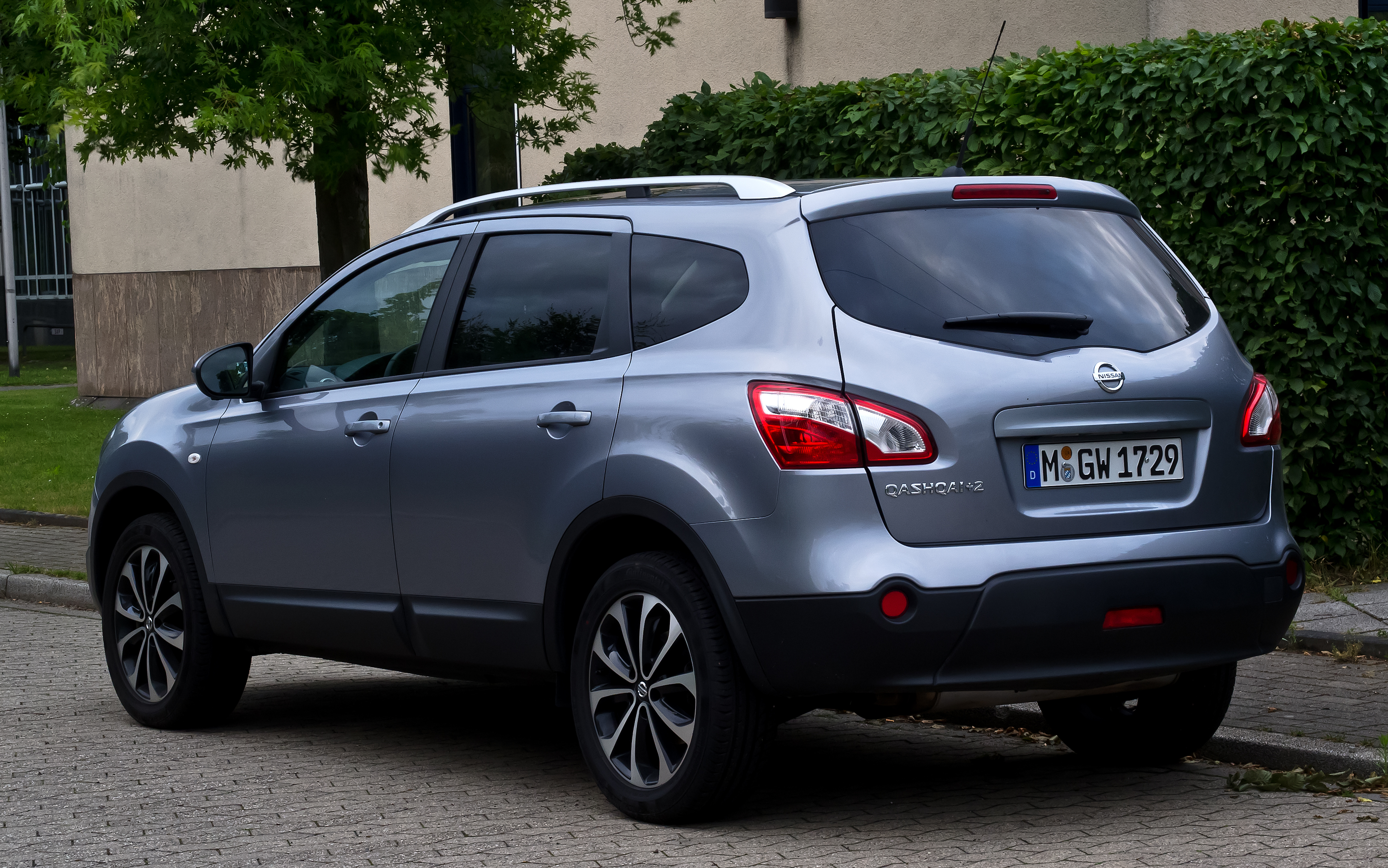

Di seguito vengono riepilogate le caratteristiche e le applicazioni del 2 litri M9R.
| Versione | Alesaggio/ corsa | Cilindrata | Rapporto di compressione | Potenza CV/rpm | Coppia Nm/rpm | Applicazioni                           | Anni di produzione         |
| -------- | ---------------- | ---------- | ------------------------ | -------------- | ------------- | -------------------------------------- | -------------------------- |
| 1.       | 84 x 90          | 1995       | 16                       | 130/4000       | 320/2000      | Renault Laguna Mk3 2.0 dCi 130CV       | 2008-09                    |
| 1.       | 84 x 90          | 1995       | 16                       | 130/4000       | 320/2000      | Renault Espace IV 2.0 dCi 130CV        | 2007-08                    |
| 1.       | 84 x 90          | 1995       | 16                       | 130/3750       | 380/2000      | Renault Koleos II 2.0 dCi 130CV        | 2017-2019 (solo Australia) |
| 2.       | 84 x 90          | 1995       | 16                       | 150/4000       | 320/2000      | Renault-Samsung QM5                    | dal 2007                   |
| 2.       | 84 x 90          | 1995       | 16                       | 150/4000       | 320/2000      | Renault Koleos I 2.0 dCi 150           | 2008-15                    |
| 2.       | 84 x 90          | 1995       | 16                       | 150/4000       | 340/2000      | Renault Mégane II 2.0 dCi 3p/5p        | 2006-08                    |
| 2.       | 84 x 90          | 1995       | 16                       | 150/4000       | 340/2000      | Renault Laguna III 2.0 dCi 150         | 2008-15                    |
| 2.       | 84 x 90          | 1995       | 16                       | 150/4000       | 340/2000      | Renault Laguna III Coupé 2.0 dCi 150CV | 2010-15                    |
| 2.       | 84 x 90          | 1995       | 16                       | 150/4000       | 340/2000      | Renault Espace IV 2.0 dCi 150          | 2006-14                    |
| 2.       | 84 x 90          | 1995       | 16                       | 150/4000       | 340/2000      | Renault Latitude 2.0 dCi 150CV         | 2010-15                    |
| 2.       | 84 x 90          | 1995       | 16                       | 150/4000       | 340/2000      | Nissan Qashqai 2.0 dCi                 | 2007-13                    |
| 2.       | 84 x 90          | 1995       | 16                       | 150/4000       | 340/2000      | Nissan X-Trail Mk2 2.0 dCi             | 2007-14                    |
| 2.       | 84 x 90          | 1995       | 16                       | 150/4000       | 340/2000      | Renault Mégane II GT 2.0 dCi           | 2006-08                    |
| 2.       | 84 x 90          | 1995       | 16                       | 150/4000       | 340/2000      | Renault Laguna II GT 2.0 dCi           | 2006-08                    |
| 2.       | 84 x 90          | 1995       | 16                       | 150/4000       | 360/2000      | Renault Mégane III Sportour 2.0 dCi    | 2009-12                    |
| 2.       | 84 x 90          | 1995       | 16                       | 150/4000       | 380/1800      | Renault Mégane III 2.0 dCi             | 2012-15                    |
| 2.       | 84 x 90          | 1995       | 16                       | 150/4000       | 380/1800      | Renault Scénic III 2.0 dCi 150CV       | 2009-12                    |
| 2.       | 84 x 90          | 1995       | 16                       | 150/4000       | 380/1800      | Renault Scénic III X-Mod 2.0 dCi 150CV | 2009-12                    |
| 3.       | 84 x 90          | 1995       | 15,1                     | 160/4000       | 360/1600      | Renault Espace V 2.0 dCi 160 CV        | dal 09/2018                |
| 3.       | 84 x 90          | 1995       | 15,1                     | 160/3750       | 380/1800      | Renault Mégane III 2.0 dCi 5p e Coupé  | 2009-15                    |
| 3.       | 84 x 90          | 1995       | 15,1                     | 160/3750       | 380/1800      | Renault Scénic III XMod 2.0 dCi        | 2009-12                    |
| 4.       | 85 x 88          | 1997       | -                        | 160/3500       | 360/1500      | Renault Talisman II 2.0 BluedCi 160    | dal 12/2018                |
| 5.       | 84 x 90          | 1995       | 16                       | 175/3750       | 380/2000      | Renault Laguna III 2.0 dCi 175         | 2008-15                    |
| 5.       | 84 x 90          | 1995       | 16                       | 175/3750       | 380/2000      | Renault Latitude 2.0 dCi 175CV         | 2010-15                    |
| 5.       | 84 x 90          | 1995       | 16                       | 175/3750       | 380/2000      | Renault Koleos II 2.0 dCi 175CV        | 11/2016-09/2019            |
| 5.       | 84 x 90          | 1995       | 16                       | 175/3750       | 360/1750      | Renault Mégane II 2.0 dCi RS           | 2007-08                    |
| 5.       | 84 x 90          | 1995       | 16                       | 175/3750       | 360/1750      | Renault Espace IV 2.0 dCi 175          | 2006-14                    |
| 5.       | 84 x 90          | 1995       | 16                       | 175/3750       | 360/1750      | Renault Koleos 2.0 dCi 175             | 2008-15                    |
| 5.       | 84 x 90          | 1995       | 16                       | 175/3750       | 360/1750      | Renault Vel Satis 2.0 dCi              | 2006-08                    |
| 5.       | 84 x 90          | 1995       | 16                       | 175/3750       | 360/1750      | Nissan X-Trail Mk2 2.0 dCi 175         | 2007-14                    |
| 6.       | 84 x 90          | 1995       | 16                       | 178/3750       | 380/2000      | Nissan X-Trail Mk3 2.0 dCi             | 11/2016-08/2018            |
| 6.       | 84 x 90          | 1995       | 16                       | 178/3750       | 400/1750      | Renault Laguna III 2.0 dCi GT          | 2008-13                    |
| 6.       | 84 x 90          | 1995       | 16                       | 178/3750       | 400/1750      | Renault Laguna III Coupé 2.0 dCi       | 2008-13                    |
| 7.       | 85 x 88          | 1997       | -                        | 184/3500       | 380/1750      | Renault Koleos II 2.0 BluedCi 184cv    | dall'11/2020               |
| 8.       | 85 x 88          | 1997       | -                        | 190/3500       | 380/1750      | Renault Koleos II 2.0 BluedCi          | 09/2019-11/2020            |
| 9.       | 84 x 90          | 1995       | 16                       | 200/4000       | 400/1750      | Renault Espace V 2.0 dCi 200 CV        | dal 09/2018                |
| 10.      | 85 x 88          | 1997       | -                        | 200/3500       | 400/1750      | Renault Talisman II 2.0 BluedCi 200    | dal 12/2018                |

### Versioni da 2.3 litri

#### Motore Renault M9T

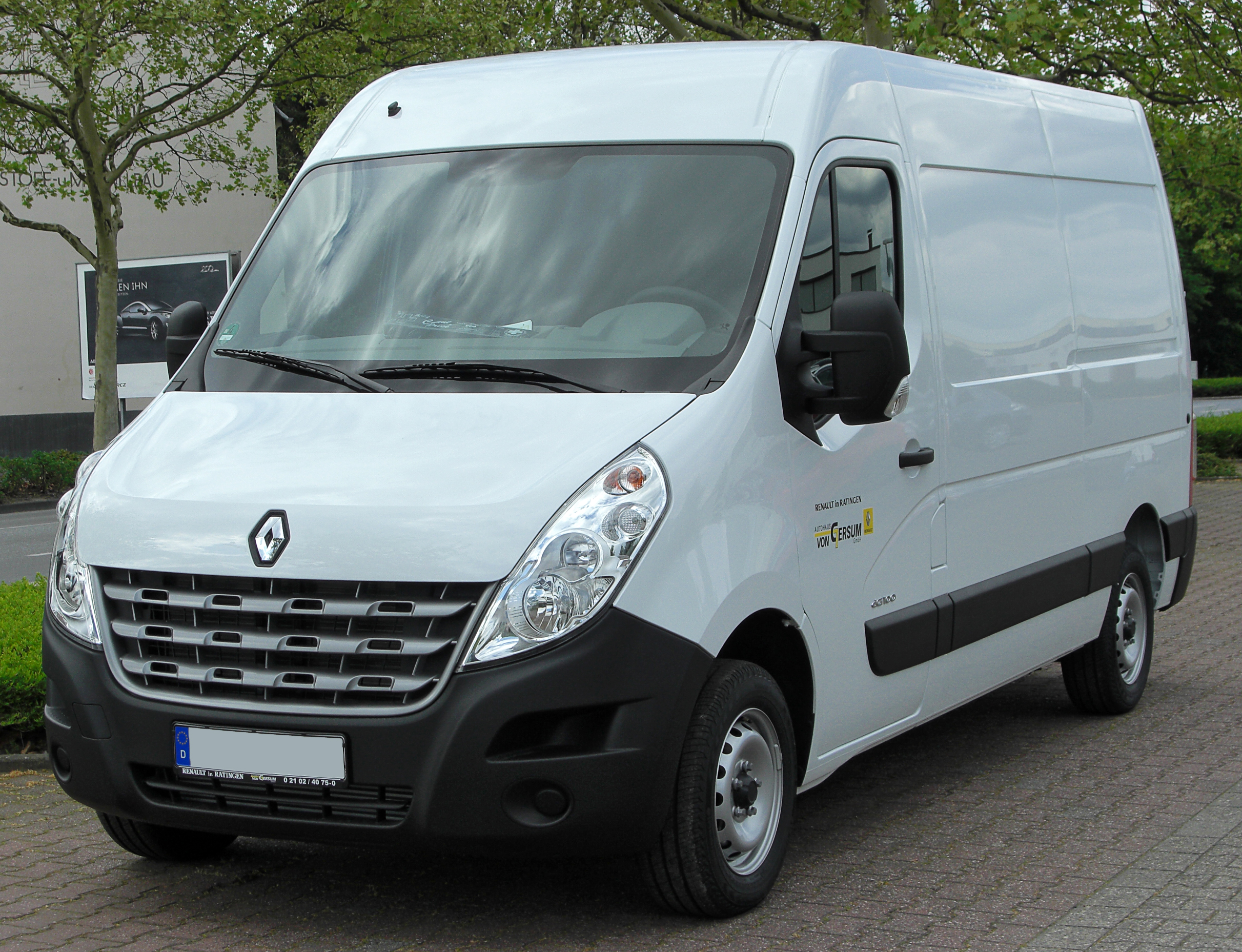
I Renault Master di terza generazione utilizzano per il momento solo motori M9T

Nel 2010, in occasione del lancio della nuova generazione del furgone Master, Renault ha presentato alla stampa un nuovo motore realizzato a partire dal 2 litri turbodiesel introdotto quattro anni prima, un motore che, data l'imminente applicazione sul Master, potesse garantire ottime doti di coppia motrice e di elasticità, doti necessarie per un motore destinato a un utilizzo gravoso quale può essere quello all'interno del cofano motore di un mezzo commerciale.

Questo nuovo motore è destinato a prendere il posto di due unità motrici, da una parte il 2.5 litri G9U e dall'altra il 3 litri ZD30, applicando così la politica di downsizing anche nell'ambito dei mezzi commerciali.

Il motore M9T, della cilindrata di 2299 cm³ (con alesaggio e corsa pari a 85 x 101,3 mm), è stato inizialmente proposto dalla Casa francese in tre livelli prestazionali:
- con turbocompressore a geometria fissa, potenza massima di 100 CV a 3500 giri/min e coppia massima di 285 Nm tra 1250 e 2000 giri/min;
- con turbocompressore a geometria fissa, potenza massima di 125 CV a 3500 giri/min e coppia massima di 310 Nm tra 1250 e 2500 giri/min;
- con turbocompressore a geometria variabile, potenza massima di 150 CV a 3500 giri/min e coppia massima di 350 Nm tra 1500 e 2750 giri/min.

In tutte e tre le sue varianti, questo motore viene montato sia nella terza generazione del Renault Master, sia nella versione "gemella", la Opel Movano, anch'essa introdotta nel 2010. Nell'altro furgone gemello, il Nissan NV400, la gamma motori è quasi la stessa, tranne per il fatto che la versione da 150 CV è stata leggermente depotenziata, scendendo a 145 CV.
Quanto descritto vale per i primi anni di applicazione del motore M9T: in seguito, a partire dal 2015, questo motore è stato rivisto in maniera tale da ottemperare alla normativa Euro 6. In seguito a ciò, la gamma motori si è diversificata in ben otto varianti, delle quali quattro (da 135, 145, 163 e 170 CV) beneficiano della sovralimentazione bi-stadio, nella quale i due turbocompressori utilizzati sono ovviamente progettati in maniera tale da privilegiare innanzitutto la coppia motrice, data la natura delle applicazioni, limitate ancora una volta ai furgoni Master, Movano e NV400. Le restanti altre quattro varianti, da 110, 125, 130 e 150 CV, continuano invece a utilizzare un turbocompressore singolo. Quella da 150 CV, come anche in precedenza, monta un turbocompressore a geometria variabile, mentre le altre tre, delle quali quella da 110 CV è un'evoluzione della precedente da 100 CV, montano un turbocompressore a geometria fissa.

#### Motori Nissan YS23 e Mercedes-Benz OM699

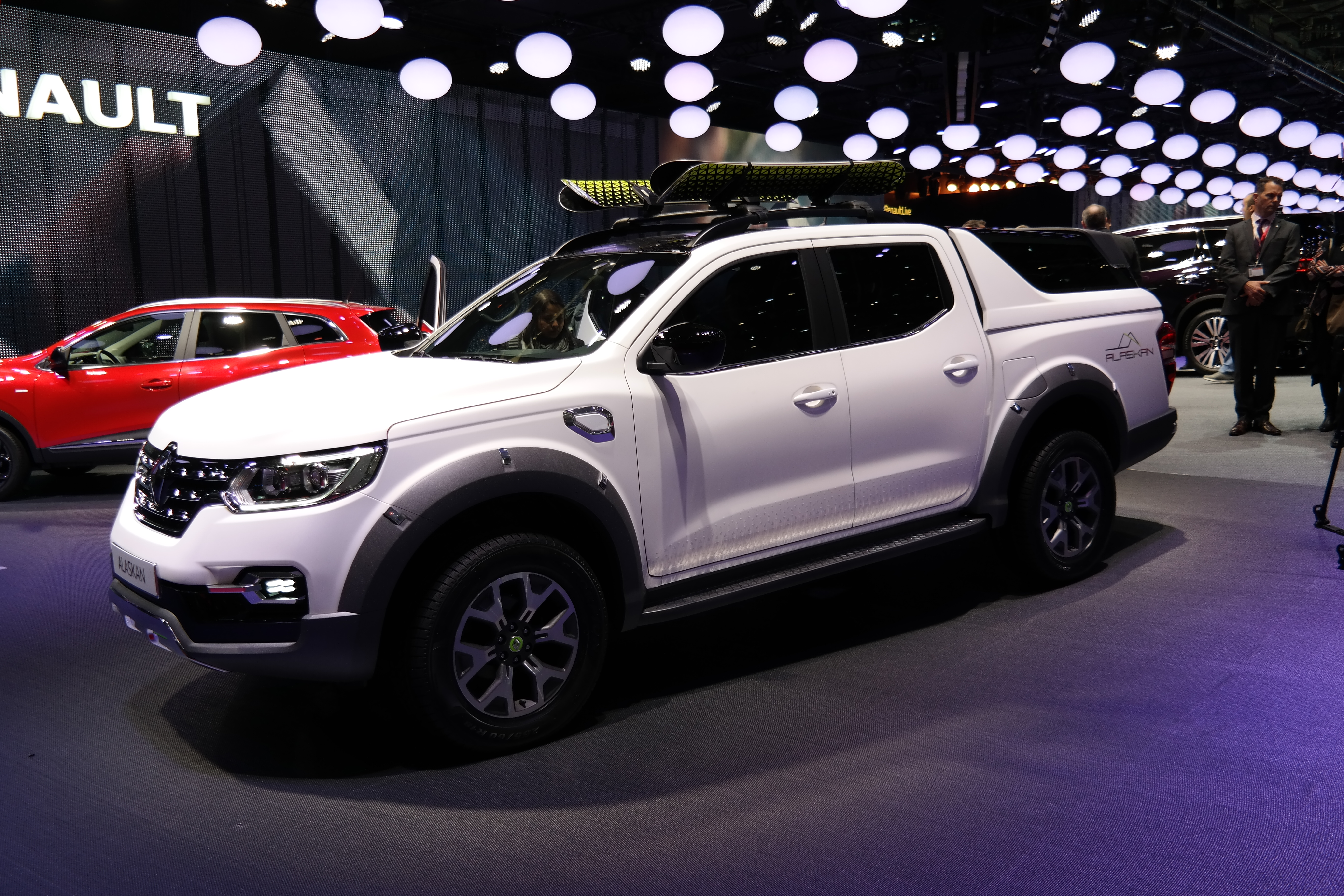
Il pick-up Renault Alaskan è una delle tre applicazioni cui è destinato il motore YS23/OM699

L'alleanza commerciale fra il gruppo Nissan-Renault e il gruppo Daimler, stretta nel 2010, ha portato alla realizzazione, nel 2015, di un'ulteriore unità da 2.3 litri, che ha preso come base il motore M9T appena visto, ma ne ha affinato alcune doti e ha introdotto alcune caratteristiche specifiche. Questo motore è noto presso la Nissan con la sigla YS23, mentre presso gli addetti ai lavori della Daimler, assume la sigla OM699.
Il monoblocco con le sue misure caratteristiche, e quindi anche la cilindrata di 2298 cm3, rimangono invariati rispetto ai motori M9T. A differenza di questi ultimi, disponibili in numerose varianti, il motore YS23/OM699 è invece disponibile in sole due varianti, una da 163 e una da 190 CV. Entrambe presentano caratteristiche inedite, ma in particolare vale la pena evidenziare come la variante più potente sia disponibile appunto in un livello di potenza mai visto presso i motori M9T e come questi ultimi mantiene la sovralimentazione bi-stadio, mentre la variante da 163 CV si discosta dalla variante M9T di pari potenza per il fatto di possedere un solo turbocompressore, mentre la variante M9T ne monta ancora due in serie. Cambia anche il valore del rapporto di compressione, sceso in questo caso da 16:1 a 15,4:1, conseguenza del fatto che sono stati apportati aggiornamenti significativi alla testata e ai pistoni, in maniera tale da garantire prestazioni adeguate anche nel caso dell'unità meno potente, che come si è detto, è stata privata di un turbocompressore.
Il motore YS23/OM699 ha trovato applicazione unicamente sotto il cofano dei tre pick-up nati dall'alleanza fra l'azienda franco-nipponico e quella tedesca, ossia i modelli Nissan Navara Mk3, Renault Alaskan e Mercedes-Benz Classe X.

#### Riepilogo caratteristiche
Di seguito vengono riepilogate le caratteristiche delle varianti del motore da 2,3 litri e le sue applicazioni:
| Motori Nissan-Renault M9T e YS23 |                                                                        |                          |                |                |                                                                   |                    |
| Variante                         | Alimentazione                                                          | Rapporto di compressione | Potenza CV/rpm | Coppia Nm/rpm  | Applicazioni                                                      | Anni di produzione |
| M9T 676                          | Iniezione diretta common rail + turbocompressore a geometria fissa     | 16                       | 100/3500       | 285/1500       | Renault Master III Nissan NV400 Opel Movano II Vauxhall Movano II | 2010-15            |
| M9T 870                          | Iniezione diretta common rail + turbocompressore a geometria fissa     | 16                       | 110/3500       | 285/1250-2000  | Renault Master III Nissan NV400 Opel Movano II Vauxhall Movano II | dal 2015           |
| M9T 690                          | Iniezione diretta common rail + turbocompressore a geometria fissa     | 16                       | 125/3500       | 310/1250-2500  | Renault Master III Nissan NV400 Opel Movano II Vauxhall Movano II | dal 2010           |
| M9T 692                          | Iniezione diretta common rail + turbocompressore a geometria fissa     | 16                       | 130/4000       | 320/1250-2000  | Renault Master III Opel Movano II Vauxhall Movano II              | dal 2015           |
| M9T 696                          | Iniezione diretta common rail + doppio turbocompressore                | 16                       | 135/3500       | 340/1250-2000  | Nissan NV400                                                      | dal 2015           |
| M9T 678                          | Iniezione diretta common rail + doppio turbocompressore                | 16                       | 145/3500       | 350/ 1500-2750 | Renault Master III Opel Movano II Vauxhall Movano II              | dal 2015           |
| M9T 678                          | Iniezione diretta common rail + doppio turbocompressore                | 16                       | 145/3500       | 350/ 1500-2750 | Nissan NV400                                                      | dal 2010           |
| M9T 880                          | Iniezione diretta common rail + turbocompressore a geometria variabile | 16                       | 150/3500       | 350/ 1500-2750 | Renault Master III Opel Movano II Vauxhall Movano II              | 2010-15            |
| M9T 880                          | Iniezione diretta common rail + turbocompressore a geometria variabile | 16                       | 150/3500       | 350/ 1500-2750 | Nissan NV400                                                      | dal 2015           |
| M9T 700/702                      | Iniezione diretta common rail + doppio turbocompressore                | 16                       | 163/3500       | 360/ 1250-2000 | Nissan NV400                                                      | dal 2015           |
| M9T 700/702                      | Iniezione diretta common rail + doppio turbocompressore                | 16                       | 163/3500       | 380/1500       | Renault Master III Opel Movano II Vauxhall Movano II              | dal 2015           |
| YS23DDT                          | Iniezione diretta common rail + turbocompressore a geometria variabile | 15,4                     | 163/3750       | 403/ 1500-2500 | Nissan Navara Mk4 2.3 dCi 163CV                                   | dall'11/2015       |
| YS23DDT                          | Iniezione diretta common rail + turbocompressore a geometria variabile | 15,4                     | 163/3750       | 403/ 1500-2500 | Renault Alaskan 2.3 dCi 163CV                                     | dal 10/2016        |
| OM699DE23LA red.                 | Iniezione diretta common rail + turbocompressore a geometria variabile | 15,4                     | 163/3750       | 403/ 1500-2500 | Mercedes-Benz X 220 d W470                                        | dall'11/2017       |
| M9T 706                          | Iniezione diretta common rail + doppio turbocompressore                | 16                       | 170/3500       | 380/1500       | Renault Master III Nissan NV400 Opel Movano II Vauxhall Movano II | dal 2015           |
| YS23DDTT                         | Iniezione diretta common rail + doppio turbocompressore                | 15,4                     | 190/3750       | 450/ 1500-2500 | Nissan Navara Mk4 2.3 dCi 190CV                                   | dall'11/2015       |
| YS23DDTT                         | Iniezione diretta common rail + doppio turbocompressore                | 15,4                     | 190/3750       | 450/ 1500-2500 | Renault Alaskan 2.3 dCi 190CV                                     | dal 10/2016        |
| OM699DE23LA                      | Iniezione diretta common rail + doppio turbocompressore                | 15,4                     | 190/3750       | 450/ 1500-2500 | Mercedes-Benz X 250 d W470                                        | 11/2017-05/2020    |
| Note: 1.                         |                                                                        |                          |                |                |                                                                   |                    |